# Ceraphron ypsilon
Ceraphron ypsilon är en stekelart som beskrevs av Paul Dessart 1996. Ceraphron ypsilon ingår i släktet Ceraphron och familjen pysslingsteklar. Inga underarter finns listade i Catalogue of Life.